# Liste der Naturdenkmale in Maulbronn
| Naturdenkmale | Anzahl |
| ------------- | ------ |
| FND           | 0      |
| END           | 1      |
| Gesamt        | 1      |

Die Liste der Naturdenkmale in Maulbronn nennt die verordneten Naturdenkmale (ND) der im baden-württembergischen Enzkreis liegenden Stadt Maulbronn. In Maulbronn gibt es insgesamt ein als Naturdenkmal geschütztes Objekt, das ein Einzelgebilde-Naturdenkmal (END) ist.
Stand: 1. November 2016.

## Einzelgebilde (END)
| Name                                       | Bild | Kennung     | Einzelheiten | Position | Fläche Hektar | Datum        |
| ------------------------------------------ | ---- | ----------- | ------------ | -------- | ------------- | ------------ |
| Kastaniengruppe im Schmietal (4 Kastanien) | BW   | 82360380004 | Maulbronn    | ⊙        | 0,0           | 13. Mai 1986 |
| Legende für Naturdenkmal                   |      |             |              |          |               |              |